# Langues kuki-chin
Les langues kuki-chin, également appelées langues mizo-kuki-chin, sont un groupe de langues tibéto-birmanes parlées entre le Mizoram (où l'une d'entre elles est désormais langue officielle), le sud du Manipur, l'État Chin de Birmanie et les Chittagong Hill Tracts au Bangladesh. Elles sont appelées kuki en Inde et chin en Birmanie. Certaines langues sont appelées différemment des deux côtés de la frontière : les Kuki Paithe du Manipur parlent ainsi presque la même langue que les Tiddim Chin de Birmanie.
Le nom Chin dérive du birman écrit khyangh, à ne pas confondre avec Kachin (ka khrang), le nom birman des Jingpo.
Les langues chin ont un système tonal allant de trois à cinq tons selon les langues.

## Classification interne
La classification des langues kuki-chin est la suivante :
- groupe des langues kuki-chin centrales
  - darlong
  - sous-groupe des langues lai chin 
    - sous-groupe des langues falamiques
      - bawm chin
      - bualkhaw chin
      - falam chin

    - haka chin

  - sous-groupe des langues mizoïques
    - sous-groupe des langues hmariques
      - biete
      - hmar
      - hrangkhol
      - sakachep

    - mizo

  - pankhu
  - tawr chin
  - sous-groupe des langues maraïques
    - sous-groupe des langues mara
      - lautu
      - mara chin
      - shendu
      - zyphe

    - senthang chin
    - zotung chin

  - sous-groupe des langues vieux-kuki 
    - sous-groupe des langues aimol-syriem 
      - aimol
      - syriem

    - anal
    - chiru
    - chothe naga
    - koireng
    - kom
    - lamkang
    - sous-groupe des langues moyon-monsang naga 
      - monsang naga
      - moyon naga

    - ranglong
    - sorbung
    - tarao naga

  - sous-groupe des langues kuki-chin préphériques
    - sous-groupe des langues kuki-chin préphériques du Nord 
      - sous-groupe des langues sizangiques
        - sous-groupe des langues gangte-vaiphei 
          - gangte
          - vaiphei

        - ngawn chin
        - simte
        - siyin chin
        - zou

      - sous-groupe des langues thadoïques
        - kharam naga
        - paite chin
        - purum
        - ralte
        - tedim chin
        - thado chin

    - sous-groupe des langues kuki-chin préphériques du Sud 
      - sous-groupe des langues choïques
        - chinbon chin
        - sous-groupe des langues daai-muun 
          - daai chin
          - mün chin

        - nga la

      - sous-groupe des langues paletwa 
        - sous-groupe des langues cho-asho 
          - sous-groupe des langues ashoïques
            - asho chin
            - sumtu chin

          - mro chin

        - khumi chin
        - rengmitca